# (334) Chicago
(334) Chicago es un asteroide perteneciente al cinturón exterior de asteroides descubierto el 23 de agosto de 1892 por Maximilian Franz Wolf desde el observatorio de Heidelberg-Königstuhl, Alemania.
Está nombrado por la ciudad estadounidense de Chicago.

## Características orbitales
Chicago forma parte del grupo asteroidal de Hilda.